# Tibaná
Tibaná és un municipi de la província de Márquez en el Departament de Boyacá, Colòmbia a 2.115 m d'altitud. Limita al nord amb Jenesano, per l'oest amb Ramiriquí i Chinavita, pel sud amb Chinavita i Umbita i per l'oest amb Turmequé i Nuevo Colón. Va ser fundat el 1530. Té una temperatura mitjana de 16 °C. Dista de Tunja 38 km. El 2015 tenia 9186 habitants i una extensió aproximada 121.76 km².